# Autostrada A5 (Szwajcaria)
Autostrada A5 – autostrada prowadząca przez Szwajcarię. Biegnie od węzła z autostradą A1 w Yverdon-les-Bains, przez Neuchâtel, Thielle, Biel/Bienne, Solurę do Luterbach, gdzie łączy się autostradą A1.